# Чемпіонат світу з хокею із шайбою 2017 (дивізіон II)
Чемпіонат світу з хокею із шайбою 2017 (дивізіон II) — чемпіонат світу з хокею із шайбою, який пройшов в двох групах. Група А зіграла у Румунії, а Група В у Новій Зеландії.

## Група А

### Учасники
| Збірна    | Результати 2016 року               |
| --------- | ---------------------------------- |
| Румунія   | Господарі, 6-е місце Дивізіон I В. |
| Іспанія   | 2-е місце Дивізіон II А.           |
| Бельгія   | 3-є місце Дивізіон II А.           |
| Сербія    | 4-е місце Дивізіон II А.           |
| Ісландія  | 5-е місце Дивізіон II А.           |
| Австралія | 1-е місце Дивізіон II B.           |

### Таблиця
| М | Збірна    | І | В | ВО | ПО | П | Ш     | О  | 1     | 2        | 3        | 4     | 5     | 6        |
| - | --------- | - | - | -- | -- | - | ----- | -- | ----- | -------- | -------- | ----- | ----- | -------- |
| 1 | Румунія   | 5 | 4 | 0  | 0  | 1 | 24:5  | 12 |       | 5 - 1    | 4 - 1    | 9 - 1 | 0 - 2 | 6 - 0    |
| 2 | Австралія | 5 | 3 | 1  | 0  | 1 | 16:13 | 11 | 1 - 5 |          | 4 - 3 ОТ | 3 - 0 | 3 - 2 | 5 - 3    |
| 3 | Сербія    | 5 | 2 | 0  | 2  | 1 | 23:15 | 8  | 1 - 4 | 3 - 4 ОТ |          | 9 - 2 | 6 - 0 | 4 - 5 ОТ |
| 4 | Бельгія   | 5 | 2 | 0  | 0  | 3 | 17:27 | 6  | 1 - 9 | 0 - 3    | 2 - 9    |       | 9 - 3 | 5 - 3    |
| 5 | Ісландія  | 5 | 2 | 0  | 0  | 3 | 10:20 | 6  | 2 - 0 | 2 - 3    | 0 - 6    | 3 - 9 |       | 3 - 2    |
| 6 | Іспанія   | 5 | 0 | 1  | 0  | 4 | 13:23 | 2  | 0 - 6 | 3 - 5    | 5 - 4 ОТ | 3 - 5 | 2 - 3 |          |

### Нагороди
Найкращі гравці, обрані дирекцією ІІХФ.
- Найкращий воротар:  Ентоні Кімлін
- Найкращий захисник:  Домінік Крногорац
- Найкращий нападник:  Чанад Фодор

Джерело: IIHF.com [Архівовано 17 липня 2017 у Wayback Machine.]

## Група В

### Учасники
| Збірна         | Результати 2016 року                |
| -------------- | ----------------------------------- |
| Китай          | 6-е місце Дивізіон II А.            |
| Мексика        | 2-е місце Дивізіон II В.            |
| Ізраїль        | 3-є місце Дивізіон II В.            |
| Нова Зеландія  | Господарі, 4-е місце Дивізіон II В. |
| Північна Корея | 5-е місце Дивізіон II В.            |
| Туреччина      | 1-е місце Дивізіон III.             |

### Таблиця
| М | Збірна         | І | В | ВО | ПО | П | Ш     | О  | 1     | 2     | 3     | 4      | 5     | 6      |
| - | -------------- | - | - | -- | -- | - | ----- | -- | ----- | ----- | ----- | ------ | ----- | ------ |
| 1 | Китай          | 5 | 5 | 0  | 0  | 0 | 29:12 | 15 |       | 5 - 2 | 5 - 2 | 8 - 3  | 4 - 3 | 7 - 2  |
| 2 | Нова Зеландія  | 5 | 4 | 0  | 0  | 1 | 23:11 | 12 | 2 - 5 |       | 5 - 2 | 8 - 1  | 4 - 2 | 4 - 1  |
| 3 | Ізраїль        | 5 | 3 | 0  | 0  | 2 | 24:14 | 9  | 2 - 5 | 2 - 5 |       | 9 - 2  | 6 - 2 | 5 - 0  |
| 4 | Північна Корея | 5 | 1 | 0  | 0  | 4 | 18:33 | 3  | 3 - 8 | 1 - 8 | 2 - 9 |        | 1 - 5 | 11 - 3 |
| 5 | Мексика        | 5 | 1 | 0  | 0  | 4 | 12:16 | 3  | 3 - 4 | 2 - 4 | 2 - 6 | 5 - 1  |       | 0 - 1  |
| 6 | Туреччина      | 5 | 1 | 0  | 0  | 4 | 7:27  | 3  | 2 - 7 | 1 - 4 | 0 - 5 | 3 - 11 | 1 - 0 |        |

### Нагороди
Найкращі гравці, обрані дирекцією ІІХФ.
- Найкращий воротар:  Рік Паррі
- Найкращий захисник:  Михайло Козевніков
- Найкращий нападник:  Чжан Хао

Джерело: IIHF.com [Архівовано 10 квітня 2017 у Wayback Machine.]